# تورو اونیکی
تورو اونیکی (انگلیسی: Toru Oniki؛ زادهٔ ۲۰ آوریل ۱۹۷۴) مربی اهل ژاپن است.سرمربی فعلی باشگاه فوتبال کاوازاکی فرونتال در جی لیگ ژاپن است.
از باشگاه‌هایی که در آن بازی کرده‌است می‌توان به باشگاه فوتبال کاشیما آنتلرز، باشگاه فوتبال کاوازاکی فرونتال، و باشگاه فوتبال کاوازاکی فرونتال، اشاره کرد.